# Amadeu Gaudêncio
Amadeu Gaudêncio ComB (Pederneira, Alcobaça, 4 de Abril de 1889 – São Sebastião da Pedreira, Lisboa, 13 de Outubro de 1980) foi um empresário, filantropo e maçon português.

## Biografia
Nasceu na Nazaré, que então se designava Pederneira e pertencia ao concelho de Alcobaça. Era filho do pedreiro Joaquim Gaudêncio Alhada e de sua mulher Maria da Conceição, doméstica, ambos naturais de Pederneira.
Aos 18 anos, com a 4.ª classe e já como pedreiro, mudou-se da Nazaré para Lisboa, onde continuou os seus estudos à noite, na Escola Industrial Machado de Castro, aí obtendo o Curso de Construtores de Obras Públicas.
Republicano de convicção, foi iniciado na Maçonaria em data desconhecida de 1930, na Loja Cândido dos Reis, de Lisboa, afecta ao Grande Oriente Lusitano Unido, com o nome simbólico de Magalhães Lima, que, mais tarde, trocou pelo de Gomes Freire. Atingiu o Grau 32 do Rito Escocês Antigo e Aceite, tendo pertencido, após a clandestinidade, à Loja Simpatia e União, também de Lisboa e com a mesma afectação.
Construtor civil, começou por trabalhar em nome individual com a designação de Amadeu Gaudêncio - Construção Civil, fundou e foi Presidente da Sociedade de Construções Amadeu Gaudêncio, S.A., na Rua Alexandre Braga, em Lisboa, em 1935, que chegou a contar com 1500 trabalhadores, e deixou o seu nome ligado a numerosos empreendimentos de vulto em todo o Portugal, tais como o Hospital de Santa Maria, a sua primeira grande empreitada e a maior de todas, em 1940, inaugurado a 27 de Abril de 1953, a Imprensa Nacional-Casa da Moeda, o Cine-Teatro Joaquim de Almeida, no Montijo, Montijo, a Igreja de Nossa Senhora do Rosário de Fátima, o Hospital de São João, no Porto, a Sede do Banco Nacional Ultramarino, o Liceu Francês Charles Lepierre, o Café Portugal, em Lisboa, etc. Ao longo da sua vida de trabalho impulsionou o desenvolvimento da construção civil, contribuindo para a formação e valorização de técnicos. Trabalhou e conviveu com arquitectos e artistas plásticos, como Raul Lino, Pardal Monteiro, Jorge Segurado, Jorge Barradas, Lino António, Guilherme Filipe, Martins Barata e Leopoldo de Almeida, entre outros.
A 14 de Novembro de 1965 foi feito Comendador da Ordem de Benemerência.
Deveu-se-lhe a reconstrução do Palácio Maçónico depois das destruições efectuadas pelo ataque popular de Abril de 1974 ao que era, então, uma das sedes da Legião Portuguesa.
Amadeu Gaudêncio é um dos patronos do Museu Dr. Joaquim Manso. Em 1968, doou ao Estado o imóvel onde o Museu se encontra instalado e, em 1976, doou o terreno anexo, que garantia a possibilidade da ampliação do edifício. Apesar deste acto benemérito, fez questão que o nome do amigo, Joaquim Manso, e primitivo proprietária da casa, figurasse na denominação do Museu da Nazaré. Próximo do Museu, mantém-se a moradia de Amadeu Gaudêncio, onde sempre passou férias. Amadeu Gaudêncio sempre demonstrou grande preocupação pelo tecido sócio cultural da Nazaré, realizando valiosas acções e empreendimentos em prol do desenvolvimento da sua terra natal e da população local. Assim, regista-se, entre outras: 1960 – Apoio de 500 contos para a construção de uma cantina escolar para as crianças mais desfavorecidas 1968 – Doação ao Estado de um edifício para instituição do Museu Dr. Joaquim Manso 1972 – Doação de 2500 contos para a construção de uma escola técnica secundária, o que esteve na origem da construção da Escola Preparatória da Nazaré, actualmente Escola E. B. 2,3 Amadeu Gaudêncio. 1976 – Doação ao Estado de um terreno anexo ao edifício do Museu, que garantia a ampliação desta instituição.
Por imposição legal, em 1975, a sua firma passou a ter natureza de Sociedade Anónima de Responsabilidade. Em 1977, deixou o seu cargo de Presidente da Sociedade de Construções Amadeu Gaudêncio, S.A., por doença.
Morreu a 13 de outubro de 1980, aos 91 anos, na freguesia de São Sebastião da Pedreira, em Lisboa, vítima de arteriosclerose generalizada. Foi sepultado no Cemitério da Pederneira, na Nazaré.
Deu o seu nome à Escola Básica dos 2.º e 3.º Ciclos Amadeu Gaudêncio, na Nazaré.

### Vida pessoal
A 17 de fevereiro de 1912, casou primeira civilmente, na Nazaré, com Emília Justiniano (Pederneira, Alcobaça, ? – 3 de outubro de 1922). Deste casamento nasceram duas filhas, Maria da Conceição Gaudêncio, mulher de Tertuliano Lopes Soares (Alcobaça, 30 de Dezembro de 1906 – ?), Médico-Cirurgião, filho sacrílego de João Lopes Soares e de Joaquina Ribeiro da Silva, e Josefina Justiniano Gaudêncio (Nazaré, Nazaré, c. 1915), casada com o arquiteto João Simões.
A 30 de julho de 1925, casou segunda vez civilmente, em Lisboa, com Claudina Almeida Henriques (Anjos, Lisboa, 1907 – 19??), filha do comerciante Honorato Henriques, natural de Coimbra, e de sua mulher Felicidade de Almeida, doméstica, natural de Penalva do Castelo (freguesia de Antas).